# 梅尔屈罗勒-沃讷
梅尔屈罗勒-沃讷（法語：Mercurol-Veaunes，法語發音：[mɛʁkyʁɔl von]）是法国德龙省的一个市镇，属于瓦朗斯区。该市镇于2016年由原市镇梅尔屈罗勒和沃讷合并而成，行政中心位于梅尔屈罗勒。

## 地理
梅尔屈罗勒-沃讷（45°4'35.96"N, 4°53'27.68"E）面积25.01 平方千米，位于法国奥弗涅-罗讷-阿尔卑斯大区德龙省，该省份为法国东南部内陆省份，北起顺时针与伊泽尔省、上阿尔卑斯省、上普罗旺斯阿尔卑斯省、沃克吕兹省和阿尔代什省接壤。
与梅尔屈罗勒-沃讷接壤的市镇（或旧市镇、城区）包括：尚特梅勒莱布莱、沙瓦讷、克莱里约、沙诺-屈尔松、拉罗什德格兰、罗讷河畔图尔农、坦莱尔米塔日、拉尔纳日、博蒙蒙特。
梅尔屈罗勒-沃讷的时区为UTC+01:00、UTC+02:00（夏令时）。

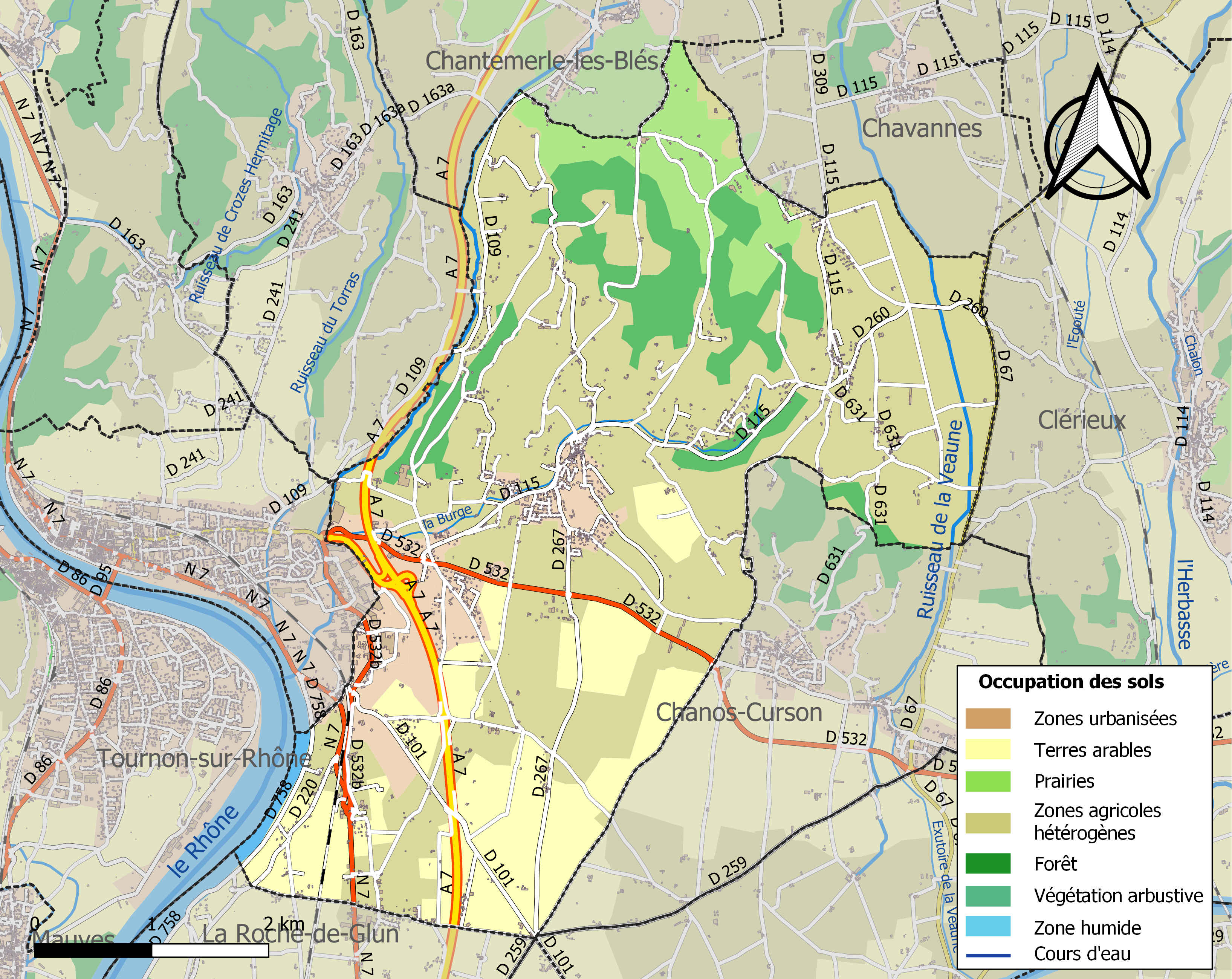
梅尔屈罗勒-沃讷的OSM定位图

## 行政
梅尔屈罗勒-沃讷的邮政编码为26600，INSEE市镇编码为26179。

## 政治
梅尔屈罗勒-沃讷所属的省级选区为坦莱尔米塔日县。

## 人口
梅尔屈罗勒-沃讷于2022年1月1日时的人口数量为2828人。